# Danone

A Danone országok (kékkel)

A Groupe Danone S.A. egy multinacionális élelmiszeripari vállalatcsoport. A csoport a világ egyik vezető előre csomagolt élelmiszer- és ital gyártója.[forrás?] A Danone – amelynek termékeit a világ egyes részein Dannon néven is forgalmazzák – a joghurt-piac vezető márkája világszinten.[forrás?] A vállalatnak négy élelmiszeripari részlege van: a friss tejtermék, a palackozott víz, a bébiétel és a klinikai tápszer divíziók.

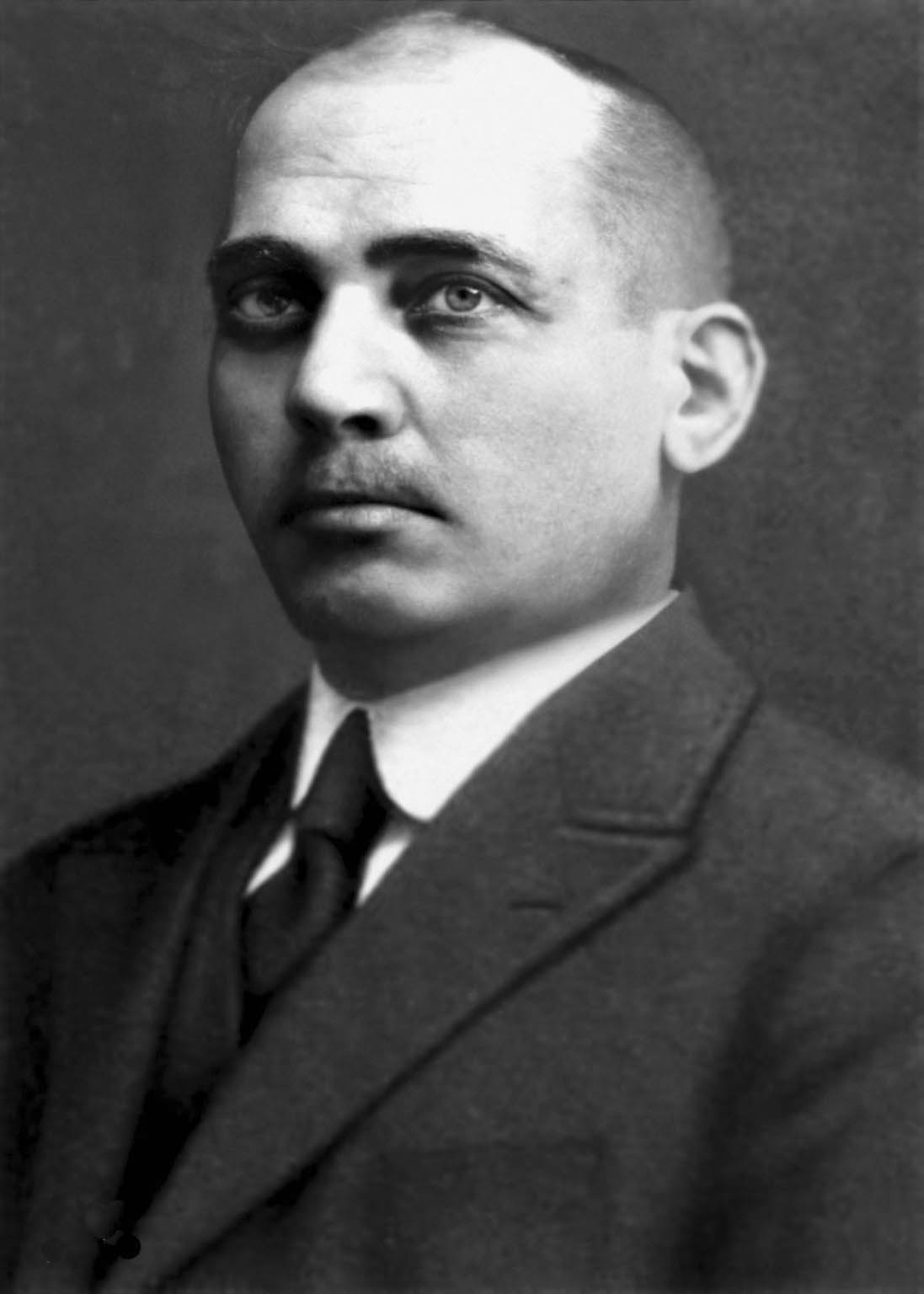
Isaac Carasso, a Danone cég alapítója

## Története
- 1919 – Isaac Carasso, a Danone alapítója elkészíti első saját fejlesztésű joghurtját, amit patikákban kezdenek el árulni.
- 1942 – A cégalapító fia, Daniel Carasso Amerikában megalapítja joghurtgyártó vállalatát, a Dannon-t.
- 1947 – A Dannon bevezeti a piacra a gyümölcsjoghurtot, majd később a csökkentett zsírtartalmú készítményeket, melyek akkoriban világújdonságok voltak.
- 1951 – A vállalat Franciaországban terjeszkedik, új termékeket vezetnek be a piacra, és elkezdik a sajtok forgalmazását.
- 1966 – További terjeszkedés, egyesülnek két üveggyártó vállalattal, és felveszik a BSN nevet. A cég vezetője Antoine Riboud lesz, aki sokáig a cég legfőbb tulajdonosa és vezetője marad. Ugyanebben az évben egyesülnek a Gervais vállalattal, így új cég jön létre: a Gervais-Danone.
- 1969 – A BSN átveszi az Evian forgalmazását, és további élelmiszeripari érdekeltségeket szerez.
- 1973 – A BSN és a Gervais-Danone egyesül, így létrejön a legnagyobb francia élelmiszeripari vállalatcsoport.
- 1979 – Az anyavállalat forgalma meghaladja az évi 16,5 milliárd frankot.
- 1994 – Az anyavállalat megváltoztatja a nevét Group Danone-ra, vagyis létrejön a Danone. A vezérigazgató Frank Riboud, Antoine Riboud fia.
- 1996 – A csoport forgalma eléri a 83,9 milliárd frankot.
- 2004 – A csoport forgalma eléri a 14 milliárd eurót.
- 2007 – A Danone csoport eladta a keksz, snack és gabonapehely üzletágát az amerikai Kraft Foods vállalatnak. Ugyanebben az évben megvásárolták a Numico nevű vállalatot.
- 2009 – A DANONE Csoport 14,98 milliárd eurós eladást generált, amely 2008-hoz képest 3,2%-os növekedést jelent.[3] A Danone Csoport szerepel a párizsi Euronext listáján, valamint szintén előkelő helyet foglal el a társadalmi felelősségvállalási indexeken, pl. a Dow Jones fenntarthatósági indexén, a Stoxx and World-ön, az ASPI Eurozone-on, valamint az Ethibel fenntarthatósági indexén.
- 2010 – A DANONE Csoport forgalma elérte a 17,01 milliárd eurót, azaz 6,9%-os forgalomnövekedéssel számolhatott 2009-hez képest.[1]

## A Danone csoport
A DANONE vállalatcsoport 5 kontinensen, több mint 120 országban van jelen. 160 gyáregységet üzemeltet és 101.000 dolgozót foglalkoztat világszerte. 4 divízióval van jelen az élelmiszerpiacon.
A friss tejtermékek (világelső), az üveges vizek (második a világon[forrás?]), a bébiételek (második a világon[forrás?]) és a kórházi táplálkozás piacán vesz részt.
A Keksz és Gabonatermékek divízióját 2007-ben világszinten eladta a Danone Csoport a Kraft Csoportnak és ennek keretében Magyarországon a Győri Keksz Kft. a Kraft tulajdonába került.
2010-ben a DANONE Csoport 17,01 milliárd eurós eladást generált, amely 2009-hez képest több mint 6%-os növekedést jelent.
A Danone egyike a Fortune 500 vállalatoknak. A Danone Csoport szerepel a párizsi Euronext listáján, valamint szintén előkelő helyet foglal el a társadalmi felelősségvállalási indexeken, mind a Dow Jones fenntarthatósági indexén, a Stoxx and World-ön, az ASPI Eurozone-o, valamint az Ethibel fenntarthatósági indexén.

## A Danone Magyarországon

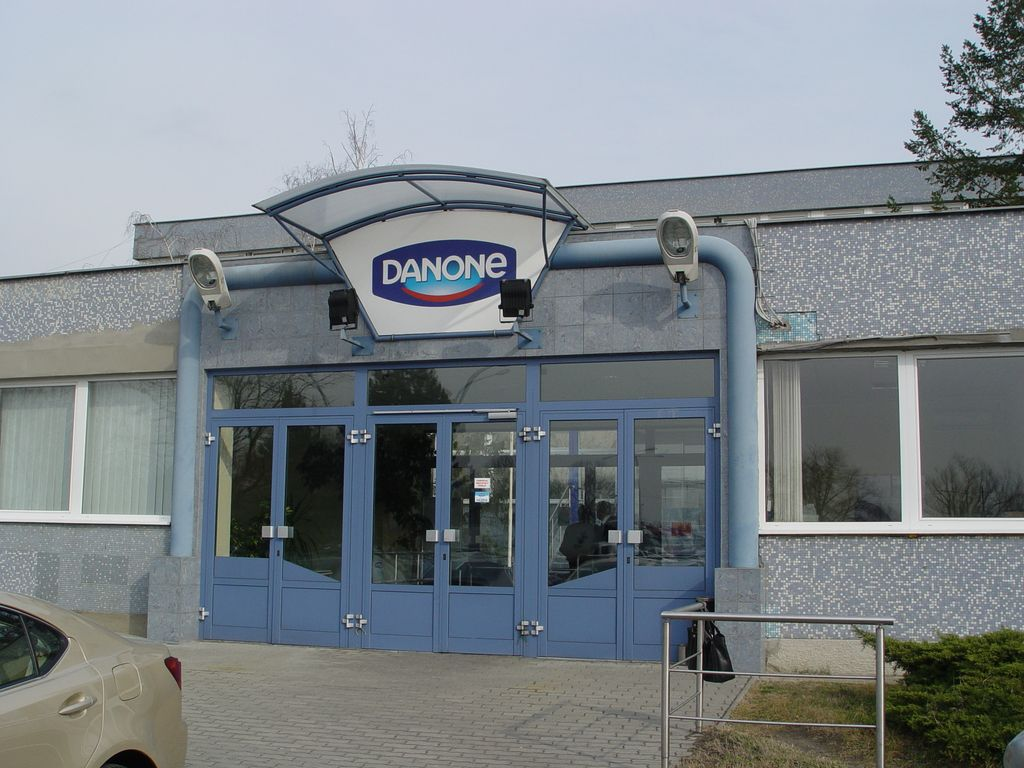
A Danone budapesti telephelye

A DANONE magyarországi története 1991-ben kezdődött, amikor egy együttműködés keretében a Budapesti Tejipari Vállalat licencszerződés alapján kezdte el gyártani a vállalat joghurtjait. A Csoport 1994-ben megvásárolta a BTV Budapest, Keresztúri út 210 alatti telephelyét és 1996-ban jött létre a mai nevén is ismert DANONE Tejtermék Gyártó és Forgalmazó Kft.
A DANONE Kft. budapesti telephelye savanyított tejkészítmények (tejföl, kefir, natúr és gyümölcs joghurtok, probiotikus joghurtok) és tejdesszertek gyártásával foglalkozik. A DANONE Kft. vezető helyet foglal el a magyar friss tejtermékek piacán és szintén piacvezető a friss joghurt kategóriában.
A DANONE Kft. ISO 14001 szabvány szerinti környezetirányítási rendszerét 2004 áprilisában tanúsíttatta az SGS Hungária Kft-vel. A Danone Kft. 2009 decemberében a Bureu Veritas minőségirányítási rendszerek felülvizsgálatára szakosodott külső független cég által végzett szigorú auditon megszerezte az IFS, valamint az ISO 22000 tanúsítványt.
A DANONE Kft. a „Tegyünk együtt a gyermekekért” (röviden : TEGY) támogató program keretében az elmúlt 10 évben több mint 270 millió forinttal segítette a magyar daganatos gyermekek klinikai táplálkozási programját és rehabilitációját.
2014 nyarán a HVG közölte, hogy a cég fenntartja kereskedelmi tevékenységét, de a budapesti gyárban a termelést várhatóan 2015 második felében megszüntetik. A termelés tényleges megszüntetésére 2015 június végével került sor. A budapesti gyár leállása 139 munkavállalót érint. Azóta Magyarországon csak külföldön gyártott Danone-termékek kaphatók.
A budapesti székhelyű Danone Tejtermék Gyártó és Forgalmazó Kft. 2015 júniusában befejezte a tejtermékek magyarországi gyártását. A Danone-csoport e termékek gyártását más európai egységeibe helyezte át. A magyar Danone Kft. továbbra is a csoport régiós központja maradt. 

## Kutatás
A Danone küldetésével összhangban, a termékeik egészségre gyakorolt hatásának kutatására és fejlesztésére a 80-as években megnyitotta a Danone Vitapole-t, amelyet azóta Daniel Carasso Kutatóközpontnak hívnak. A cégcsoport Párizs mellett található Nemzetközi Kutatási és Fejlesztési Központja, ahol több mint 500 kutató és mérnök dolgozik. A Danone összes kutatásaiban mintegy 1200 szakember vesz részt világszerte.

## Viták a cég egyes reklámjairól
A Danone Activia és Actimel termékeinek reklámját a fogyasztókat megtévesztő jellegűnek minősítette 2004-ben Magyarországon a Gazdasági Versenyhivatal.
2009-ben Nagy-Britanniában betiltották az Actimel egyik reklámját az egészségügyi hatásokra való kétes hivatkozások miatt . A cég az Európai Élelmiszerbiztonsági Hatósággal sikertelenül próbálta elismertetni, hogy az Activia és Actimel fogyasztása egészségügyi előnyökkel jár.